# Gorhey
Gorhey là một xã, nằm ở tỉnh Vosges trong vùng Grand Est của Pháp. Xã này có diện tích km², dân số năm 1999 là người. Xã này nằm ở khu vực có độ cao trung bình m trên mực nước biển.

## Biến động dân số
| 1962                                         | 1968 | 1975 | 1982 | 1990 | 1999 |
| -------------------------------------------- | ---- | ---- | ---- | ---- | ---- |
| 120                                          | 138  | 105  | 132  | 157  | 158  |
| Số liệu từ năm 1962: Dân số không tính trùng |      |      |      |      |      |